# Harpacanthus fimbriatus
L'arpacanto (Harpacanthus fimbriatus) è un pesce estinto, appartenente ai condritti. Visse nel Carbonifero medio (circa 330 milioni di anni fa) e i suoi resti fossili sono stati ritrovati in Europa e in Nordamerica.

## Descrizione
Il corpo di questo pesce era piuttosto tozzo, ed era dotato di larghe pinne pettorali. Le pinne dorsali erano fuse insieme in una struttura continua dotata di molti raggi, mentre la coda aveva una strana forma quadrangolare. La caratteristica più curiosa era data dal cranio: questo era dotato di due strane strutture allungate e dentellate, simili a tentacoli.

## Classificazione
L'arpacanto è stato descritto inizialmente sulla base di una spina isolata proveniente dalla Scozia. Successivamente un'altra struttura simile è stata rinvenuta negli USA, ma solo con la scoperta di esemplari completi provenienti dal giacimento di Bear Gulch (Montana) gli studiosi hanno potuto ricostruire l'animale; Harpacanthus è stato così classificato come un pesce cartilagineo affine agli olocefali (le odierne chimere). Si è inoltre capito che le “spine” erano a tutti gli effetti appendici frontali. Analoghe strutture erano presenti sul capo di altri pesci simili a olocefali del giacimento di Bear Gulch (Harpagofututor), così come in alcune forme attuali.